# جون أندرسون (مصارع)
جون أندرسون (بالإنجليزية: Jon Anderson) هو مصارع ‏ أمريكي، ولد في 5 سبتمبر 1984.